# Manny Pacquiao
Emmanuel "Manny" Dapidran Pacquiao (Kibawe, 17 december 1978) is een Filipijns professioneel bokser en politicus. Pacquiao, die ook wel "Pacman" of "The Destroyer" wordt genoemd, is de enige bokser die wereldtitels won in acht verschillende gewichtsklassen. Hij werd op 15 juli 2018 opnieuw wereldkampioen weltergewicht bij de WBA. Daarvoor werd hij in 2014 wereldkampioen weltergewicht bij de WBO. Tot juni 2012 was Pacquiao wereldkampioen superweltergewicht WBC en wereldkampioen weltergewicht bij de WBO. Ook was hij onder andere wereldkampioen boksen lichtgewicht (WBC), supervedergewicht (WBC), superbantamgewicht (IBF) en het vlieggewicht (WBC).
In 2007 betrad Pacquiao ook de politieke arena. Hij verloor de verkiezingen voor een zetel in het Filipijns Huis van Afgevaardigden namens de provincie South Cotabato. Drie jaar later werd hij wel gekozen tot afgevaardigde van de provincie Sarangani. Bij de verkiezingen van 2013 werd hij voor deze positie herkozen. Bij de verkiezingen van 2016 werd Pacquiao gekozen in de Senaat van de Filipijnen.

## Biografie
Manny Pacquiao werd geboren op 17 december 1978 in Kibawe in de provincie Bukidnon. Hij is een van de vier kinderen van Rosalio Pacquiao en Dionesia Dapidran. Zijn moeder had bovendien nog twee kinderen uit een eerder huwelijk. Nadat zijn ouders uit elkaar gingen toen Manny een jaar of 11 was, werden hij en zijn broers en zussen alleen door hun moeder opgevoed. Pacquiao voltooide de lagere school, maar zag zich gedwongen te stoppen met de middelbare school, omdat zijn moeder de kosten daarvan niet kon opbrengen. Op zijn veertiende vertrok hij naar Manilla. Daar leefde hij een tijd op straat, terwijl hij naam maakte als amateurbokser. Pacquiao haalde het Filipijns nationaal amateur boksteam en kreeg daarop kost en inwoning betaald door de Filipijnse overheid. In zijn amateurtijd won Pacquiao naar verluidt 60 van zijn 64 bokswedstrijden.
Na de dood van zijn vriend Eugene Barutag na een gevecht in de boksring werd Pacquiao in 1995 op 16-jarige leeftijd professioneel bokser. Hij was in deze periode enkele kilo's te licht voor de lichtste gewichtscategorie, maar slaagde erin om de gewichtslimiet te halen door extra gewicht in zijn broekzakken te stoppen. Zijn eerste elf gevechten won hij allemaal. In zijn twaalfde gevecht ging het mis. Zijn gewicht was in de loop der tijd toegenomen en ten tijde van het gevecht tegen Torrecampo een pond boven de limiet voor de lichtgewichtscategorie. Hij werd daarop gedwongen zwaardere handschoenen te dragen en verloor de wedstrijd door een knock-out in de derde ronde. In september 2021 maakte Manny Pacquiao zijn kandidatuur voor de presidentsverkiezingen van 2022 bekend.

## WBC Super vedergewicht kampioen
Op 15 maart 2008 won Pacquiao in een hernieuwde confrontatie met Juan Manuel Marquez door middel van een erg omstreden jurybeslissing. Pacquiao veroverde daardoor de WBC supervedergewicht titel, waarmee hij de eerste Filipino werd die 3 wereldtitels in 3 verschillende gewichtsklassen won. Het kamp van Marquez drong direct na de wedstrijd aan op een revanche partij, waarbij een bedrag van $6 miljoen in het vooruitzicht werd gesteld. Pacquiao gaf echter aan daar niet in mee te willen gaan en van plan te zijn om in een hogere gewichtsklasse de strijd aan te gaan met WBC wereldkampioen lichtgewicht David Diaz.

## WBC wereldkampioen lichtgewicht
Enkele maanden later, op 28 juni 2008, versloeg Pacquiao in negen ronden regerend WBC lichtgewicht kampioen David Diaz in een gevecht in Mandalay Bay Resort & Casino in Las Vegas. Door deze overwinning werd hij de nieuwe WBC wereldkampioen in de lichtgewicht klasse. Daarnaast werd Pacquiao de eerste Aziatische bokser die vier belangrijke titels won in vier verschillende gewichtklassen. Het gevecht tussen Diaz en Pacquiao, dat werd bijgewoond door 8362 toeschouwers eindigde na negen ronden in 2 tegen 23 en een opgezet paars oog voor Diaz. Diaz verdiende met de wedstrijd $850.000, terwijl Pacquiao ten minste $3 miljoen kreeg. De promotor van Pacquiao kondigde aan dat het volgende gevecht van de bokser vermoedelijk op 8 november plaats zou gaan vinden.

## IBO wereldkampioen halfweltergewicht
Op 2 mei 2009 nam Pacquio het op tegen de Britse bokser Ricky Hatton in een gevecht in het MGM Grand in Las Vegas. Nadat Hatton in de eerste ronde al twee keer tegen de grond was geslagen, won Pacquiao het gevecht al in de tweede ronde, nadat Hatton voor de derde keer was neergegaan, door een knockout. Pacquio won daarmee de IBO (IBO) en The Ring magazine wereldtitels halfweltergewicht.

## Gevecht tegen Floyd Mayweather jr.
In februari 2015 werd bekendgemaakt dat Pacquiao het op 2 mei 2015 in Las Vegas zou opnemen tegen Floyd Mayweather jr., op dat moment wereldkampioen weltergewicht van de World Boxing Council en de WBA. Het gevecht dat in de media werd aangekondigd als het "gevecht van de eeuw" werd uiteindelijk gewonnen door Mayweather jr., die hierdoor ongeslagen bleef en bovendien wereldkampioen weltergewicht van de WBC, WBO en wereldkampioen superweltergewicht WBA werd.

## Comeback
Na de winst in zijn partij tegen de Amerikaan Timothy Bradley heeft Manny Pacquaio aangegeven te stoppen met boksen, omdat hij meer tijd wil doorbrengen met zijn gezin.
Op 5 november 2016 maakte Manny zijn zogenoemde "comeback" door te winnen van Jessie Vargas. Manny won met een unanimous decision. De tien jaar jongere opponent uit de Verenigde Staten was kansloos en moest van geluk spreken dat hij elf ronden (hij ging neer in de tweede ronde) op de been bleef. Met zijn zege op Jessie Vargas mag Pacquiao zich wereldkampioen in het weltergewicht noemen bij boksbond WBO.

## Politieke aspiraties
In de verkiezingen van 2007 stelde Pacquiao zich verkiesbaar voor een zetel in het Filipijns Huis van Afgevaardigden namens het 1e kiesdistrict van South Cotabato. Hij werd ondanks zijn grote populariteit echter verslagen door tegenkandidaat Darlene Antonino-Custodio met 139.061 tegen 75.908 stemmen.
Op 21 november 2009 maakte Pacquiao bekend dat hij bij de verkiezingen in 2010 opnieuw een gooi zou doen naar een zetel in het Filipijns Huis van Afgevaardigden. Ditmaal deed hij mee aan de verkiezingen in het kiesdistrict van de provincie Sarangani. Paquiao nam op tegen Roy Chiongbian, een lid van de rijke en invloedrijke Chiongbian-clan die de politiek in de provincie de laatste 30 jaar beheerste. Op 30 mei 2010 werd hij met ruim 66% van de stemmen tot winnaar uitgeroepen.
Bij de verkiezingen van 2016 werd Pacquiao gekozen in de Senaat van de Filipijnen. Hij eindigde op de zevende plaats, voldoende voor een van de twaalf beschikbare zetels in de Senaat.
In 2021 aanvaarde Pacquiao de nominatie als presidentskandidaat voor de partij PDP-Laban.

## Resultaten
| Datum      | Resultaat | Tegenstander             | Type           | Ronde | Locatie              |
| ---------- | --------- | ------------------------ | -------------- | ----- | -------------------- |
| 22-1-1995  | Winst     | Edmund Enting Ignacio    | PTS            | 4     | Occidental Mindoro   |
| 18-3-1995  | Winst     | Pinoy Montejo            | PTS            | 4     | Occidental Mindoro   |
| 1-5-1995   | Winst     | Rocky Palma              | PTS            | 6     | Cavite               |
| 1-7-1995   | Winst     | Dele Decierto            | TKO            | 2     | Mandaluyong City     |
| 3-8-1995   | Winst     | Acasio Simbajon          | jury (unaniem) | 6     | Mandaluyong City     |
| 16-9-1995  | Winst     | Armando Rocil            | KO             | 3     | Mandaluyong City     |
| 7-10-1995  | Winst     | Lolito Laroa             | PTS            | 8     | Makati City          |
| 21-10-1995 | Winst     | Renato Mendones          | TKO            | 2     | Puerto Princesa City |
| 11-11-1995 | Winst     | Rudolfo Fernandez        | TKO            | 3     | Mandaluyong City     |
| 9-12-1995  | Winst     | Rolando Toyogon          | PTS            | 10    | Manilla              |
| 13-1-1996  | Winst     | Lito Torrejos            | PTS            | 5     | Paranaque City       |
| 9-2-1996   | Verlies   | Rustico Torrecampo       | KO             | 3     | Mandaluyong City     |
| 27-4-1996  | Winst     | Marlon Carillo           | PTS            | 10    | Manilla              |
| 20-5-1996  | Winst     | John Medina              | TKO            | 4     | Manilla              |
| 15-6-1996  | Winst     | Bert Batiller            | TKO            | 4     | General Santos City  |
| 27-7-1996  | Winst     | Ippo Gala                | TKO            | 2     | Mandaluyong City     |
| 28-12-1996 | Winst     | Sung-Yul Lee             | TKO            | 2     | Muntinlupa City      |
| 8-3-1997   | Winst     | Mike Luna                | KO             | 1     | Muntinlupa City      |
| 24-4-1997  | Winst     | Wook-Ki Lee              | KO             | 1     | Makati City          |
| 30-5-1997  | Winst     | Ariel Austria            | TKO            | 6     | Davao City           |
| 26-6-1997  | Winst     | Chokchai Chockvivat      | KO             | 5     | Mandaluyong City     |
| 13-9-1997  | Winst     | Melvin Magramo           | PTS            | 10    | Cebu                 |
| 6-12-1997  | Winst     | Panomdej Ohyuthanakorn   | KO             | 1     | Koronadal City       |
| 18-5-1998  | Winst     | Shin Terao               | KO             | 1     | Tokio                |
| 4-12-1998  | Winst     | Chatchai Sasakul         | KO             | 8     | Phuttamonthon        |
| 20-2-1999  | Winst     | Todd Makelim             | TKO            | 3     | Kidapawan City       |
| 24-4-1999  | Winst     | Gabriel Mira             | TKO            | 4     | Quezon City          |
| 17-9-1999  | Verlies   | Medgoen Singsurat        | KO             | 3     | Nakhon Si Thammarat  |
| 18-12-1999 | Winst     | Reynante Jamili          | TKO            | 2     | Quezon City          |
| 4-3-2000   | Winst     | Arnel Barotillo          | KO             | 4     | Manilla              |
| 28-6-2000  | Winst     | Seung-Kon Chae           | TKO            | 1     | Quezon City          |
| 14-10-2000 | Winst     | Nedal Hussein            | TKO            | 10    | Antipolo             |
| 24-2-2001  | Winst     | Tetsutora Senrima        | TKO            | 5     | Manilla              |
| 28-4-2001  | Winst     | Wethya Sakmuangklang     | TKO            | 6     | Kidapawan City       |
| 23-6-2001  | Winst     | Lehlohonolo Ledwaba      | TKO            | 6     | Las Vegas            |
| 10-11-2001 | Gelijk    | Agapito Sanchez          | TD             | 6     | San Francisco        |
| 28-6-2002  | Winst     | Jorge Eliecer Julio      | TKO            | 2     | Memphis              |
| 26-10-2002 | Winst     | Fahprakorb Rakkiatgym    | KO             | 1     | Davao City           |
| 15-3-2003  | Winst     | Serikzhan Yeshmagambetov | TKO            | 5     | Manilla              |
| 26-7-2003  | Winst     | Emmanuel Lucero          | TKO            | 3     | Los Angeles          |
| 15-1-2003  | Winst     | Marco Antonio Barrera    | TKO            | 11    | San Antonio          |
| 8-5-2004   | Gelijk    | Juan Manuel Marquez      | PTS            | 12    | Las Vegas            |
| 11-12-2004 | Winst     | Fahsan 3K Battery        | TKO            | 4     | Taguig City          |
| 19-3-2005  | Verlies   | Erik Morales             | jury (unaniem) | 12    | Las Vegas            |
| 10-9-2005  | Winst     | Hector Velazquez         | TKO            | 6     | Los Angeles          |
| 21-1-2006  | Winst     | Erik Morales             | TKO            | 10    | Las Vegas            |
| 2-7-2006   | Winst     | Oscar Larios             | jury (unaniem) | 12    | Quezon City          |
| 18-11-2006 | Winst     | Erik Morales             | KO             | 3     | Las Vegas            |
| 14-4-2007  | Winst     | Jorge Solis              | KO             | 8     | San Antonio          |
| 6-10-2007  | Winst     | Marco Antonio Barrera    | jury (unaniem) | 12    | Las Vegas            |
| 15-3-2008  | Winst     | Juan Manuel Marquez      | jury           | 12    | Las Vegas            |
| 28-6-2008  | Winst     | David Diaz               | TKO            | 9     | Las Vegas            |
| 6-12-2008  | Winst     | Oscar De La Hoya         | RTD            | 8     | Las Vegas            |
| 2-5-2009   | Winst     | Ricky Hatton             | TKO            | 2     | Las Vegas            |
| 14-11-2009 | Winst     | Miguel Cotto             | TKO            | 12    | Las Vegas            |
| 13-3-2010  | Winst     | Joshua Clottey           | jury (unaniem) | 12    | Arlington            |
| 13-11-2010 | Winst     | Antonio Margarito        | jury (unaniem) | 12    | Arlington            |
| 07-05-2011 | Winst     | Shane Mosley             | jury (unaniem) | 12    | Las Vegas            |
| 12-05-2011 | Winst     | Juan Manuel Marquez      | jury           | 12    | Las Vegas            |
| 6-9-2012   | Verlies   | Timothy Bradley          | jury (Split)   | 12    | Las Vegas            |
| 8-12-2012  | Verlies   | Juan Manuel Marquez      | KO             | 6     | Las Vegas            |
| 23-11-2013 | Winst     | Brandon Rios             | jury (unaniem) | 12    | Macau                |
| 12-4-2014  | Winst     | Timothy Bradley          | jury (unaniem) | 12    | Las Vegas            |
| 23-11-2014 | Winst     | Chris Algieri            | jury (unaniem) | 12    | Macau                |
| 02-05-2015 | Verlies   | Floyd Mayweather jr.     | jury (unaniem) | 12    | Las Vegas            |
| 09-04-2016 | Winst     | Timothy Bradley          | jury (unaniem) | 12    | Las Vegas            |
| 05-11-2016 | Winst     | Jessie Vargas            | jury (unaniem) | 12    | Las Vegas            |
| 05-11-2016 | Verlies   | Jeff Horn                | jury (unaniem) | 12    | Brisbane             |
| 15-07-2018 | Winst     | Lucas Matthysse          | KO             | 7     | Kuala Lumpur         |
| 19-01-2019 | Winst     | Adrien Broner            | jury (unaniem) | 12    | Las Vegas            |
| 20-07-2019 | Winst     | Keith Thurman            | jury (split)   | 12    | Las Vegas            |
| 21-08-2021 | Verlies   | Yordenis Ugás            | jury (unaniem) | 12    | Las Vegas            |

## Privéleven
Pacquiao is getrouwd met Maria Geraldine "Jinkee" Jamora. Samen kregen ze vijf kinderen: Emmanuel Jr. "Jimuel", Michael, Princess, Queen Elizabeth "Queenie en Mary Divine Grace Pacquiao".